# Napoleonwever
De napoleonwever (Euplectes afer) is een zangvogel uit de familie Ploceidae (Wevers).

## Herkenning
De vogel is 10 cm lang en weegt  11 tot 20 g. Het is een klein soort wever met een korte staart. Het mannetje in broedkleed van de nominaat heeft een goudgele kruin en nek, waarbij dit geel doorloopt tot over de flanken, stuit en de onderstaartdekveren. De vogel heeft een zwart masker en een zwarte snavel en een grote zwarte vlek op de buik. Bij de ondersoorten buiten West-Afrika zoals E. a. strictus en E. a. taha, reikt het zwart tot op de borst en keel. De rug is bruin, geel en zwart gestreept. Het vrouwtje en het mannetje buiten de broedtijd zijn onopvallend bruin en grijs gestreept met een lichte buik en lichtgele wenkbrauwsteep en een donkere oog- en kruinstreep.

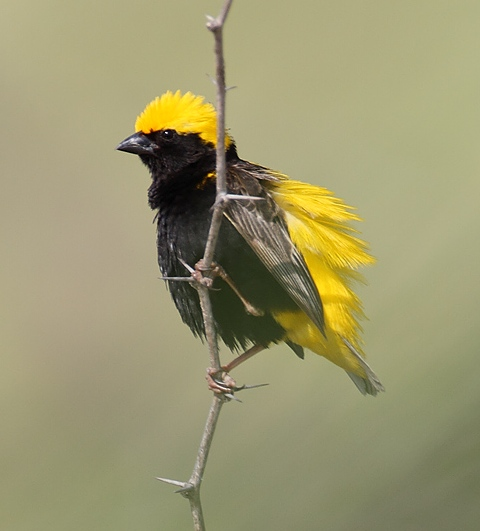
Mannetje napoleonwever ( E. a. taha uit Kenia)
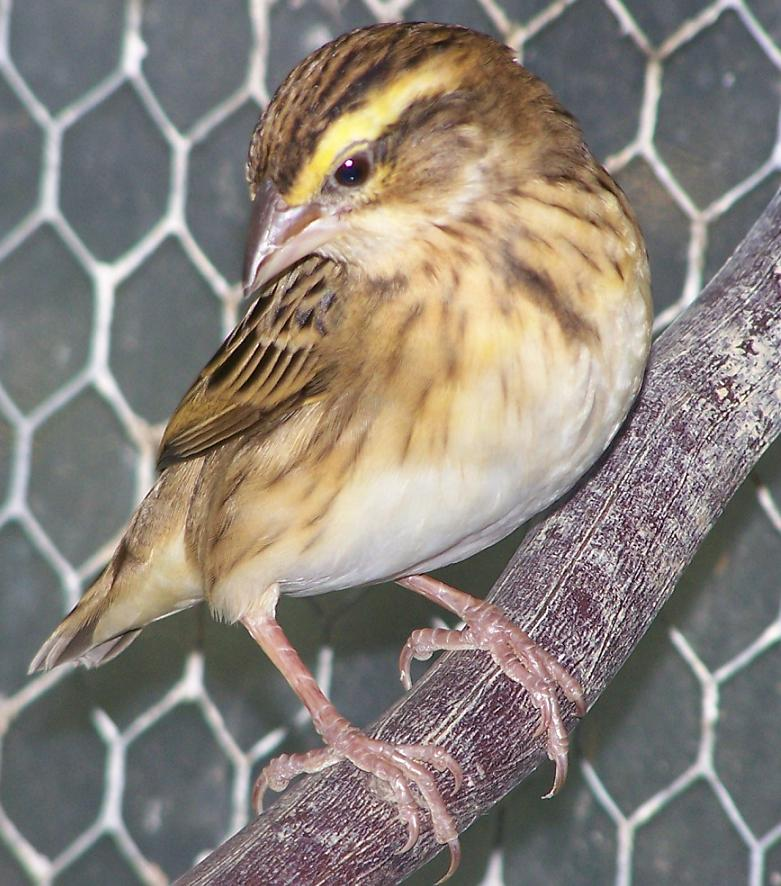
vrouwtje

## Verspreiding en leefgebied
Deze soort komt voor in westelijk, centraal, oostelijk en zuidelijk Afrika en telt vier ondersoorten:
- E.a. strictus: centraal Ethiopië.
- E.a. afer: van Mauritanië, Senegal en Gambia tot westelijk Soedan, Congo-Kinshasa en noordwestelijk Angola.
- E. a. ladoensis: van zuidelijk Soedan en zuidwestelijk Ethiopië tot noordelijk Tanzania.
- E. a. taha (tahawevers): van zuidwestelijk Angola, Zambia en zuidwestelijk Tanzania tot Zuid-Afrika.

Verwilderde populaties, ontstaan uit ontsnapte kooivogels, bestaan in Jamaica, Japan, Portugal en Puerto Rico.
Het leefgebied is meestal in laagland, maar in Ethiopië tot op 1800 m boven de zeespiegel, meestal open gebieden met grasland. De broedgebieden liggen in zeer natte gebieden, zoals moerassen of ondergelopen terreinen.

## Status
De grootte van de wereldpopulatie is niet gekwantificeerd. De vogel is betrekkelijk algemeen in geschikt habitat en men veronderstelt dat de soort in aantal stabiel is. Om deze redenen staat de napoleonwever als niet bedreigd op de Rode Lijst van de IUCN.